# Body of Lies
Body of Lies er en amerikansk spionfilm fra 2008 instrueret og produceret af Ridley Scott og baseret på romanen af samme navn af David Ignatius. Filmen har Leonardo DiCaprio, Russell Crowe og Mark Strong i hovedrollerne.

## Medvirkende
- Leonardo DiCaprio
- Russell Crowe
- Golshifteh Farahani
- Mark Strong
- Vince Colosimo
- Alon Abutbul
- Oscar Isaac
- Simon McBurney
- Ali Suliman
- Kais Nashif

## Ekstern henvisning
- Body of Lies på Internet Movie Database (engelsk)
- Body of Lies på Filmdatabasen
- Body of Lies på Scope
- Body of Lies i Svensk Filmdatabas (svensk)
- Body of Lies på AlloCiné (fransk)
- Body of Lies på MovieMeter (nederlandsk)
- Body of Lies på AllMovie (engelsk)
- Body of Lies hos American Film Institute (engelsk)
- Body of Lies' profil hos Encyclopædia Britannica Online (engelsk)
- Body of Lies på Turner Classic Movies (engelsk)